# EBRC Jaguar
O EBRC Jaguar (em francês: Engin Blindé de Reconnaissance et de Combate; em português: Veículo Blindado de Reconhecimento e Combate) é um veículo francês de reconhecimento e combate desenvolvido e produzido pala parceria temporária (Groupement Momentané d'Entreprises, GME) constituída pela KNDS, Thales e Arquus.
Como parte do projeto Scorpion, foi designado para substituir os AMX-10 RC, ERC-90 Sagaie e VAB HOT do Exército Francês.

## Operadores

### Atuais
França: 60 unidades entregues.

### Futuros
Bélgica: 60 unidades encomendadas juntamente com 761 mísseis antitanque Akeron para substituir os seus atuais Spike israelitas.
 Luxemburgo: 38 unidades encomendadas juntamente com uma determinada quantia de Griffons.